# طواف إسبانيا 1957
طواف إسبانيا 1957 هو سباق دراجات هوائية أقيم بتاريخ 26 أبريل – 12 مايو، تكون السباق من 16 مرحلة وامتدّ لمسافة 2967 كم بسرعة 35.02 كم/س، استغرق السباق 84 ساعة 44 دقيقة 06 ثانية. فاز به الإسباني خيسوس لورونيو وحلّ ثانيا فيديريكو باهامونتيس بينما حصل على المركز الثالث بيرناردو رويث.

## الترتيب
| م                     | الدرّاج              | البلد   | الزمن                     |
| --------------------- | ------------------- | ------- | ------------------------- |
| الفائز بالترتيب العام | خيسوس لورونيو       | إسبانيا | 84 ساعة 44 دقيقة 06 ثانية |
| الثاني                | فيديريكو باهامونتيس | إسبانيا |                           |
| الثالث                | بيرناردو رويث       | إسبانيا |                           |
| التسلق                | فيديريكو باهامونتيس | إسبانيا | -                         |